# Romualdas Juška
Romualdas Juška   (Kvėdarna, 2 de gener de 1942) és un exfutbolista lituà de la dècada de 1960 i àrbitre de futbol.
Pel que fa a clubs, defensà els colors de FK Žalgiris i PFC CSKA Moscou, entre d'altres clubs.
Fou àrbitre a la lliga soviètica entre 1975 i 1995 i àrbitre internacional entre 1979 i 1985. Arbitrà a l'Eurocopa 1984.